# Aleksander Lukašenko
Aleksánder Grigórjevič Lukašénko (belorusko Алякса́ндр Рыго́равіч Лукашэ́нка, Aljaksandr Ryhoravič Łukašenka, rusko Алекса́ндр Григо́рьевич Лукаше́нко), beloruski politik, prvi predsednik Belorusije, * 30. avgust 1954, Kopis, Beloruska SSR, Sovjetska zveza.
Lukašenko je prvi in edini predsednik Belorusije vse od ustanovitve tega položaja 20. julija 1994. Položaj na oblasti zaseda najdlje med vsemi evropskimi voditelji. Pred začetkom politične kariere je bil direktor kolhoza ter služil v sovjetskih obmejnih enotah in v Sovjetski armadi.
Lukašenko je nasprotoval gospodarski »šokterapiji«, ki so jo s podporo Zahoda doživele ostale nekdanje sovjetske republike v času tranzicije. Ohranil je državno lastništvo ključnih industrijskih panog v Belorusiji, kot tudi velik del simbolizma iz sovjetskega obdobja; na referendumu leta 1995, katerega poštena izvedba je vprašljiva, sta bila ponovno sprejeta grb in zastava na osnovi grba in zastave Beloruske SSR. Isti in referendum leta 1996 sta Lukašenku močno povečala pristojnosti in utrdila oblast v njegovih rokah. Ruščino je uveljavil kot enakovreden jezik beloruščini in okrepil gospodarske vezi z Rusijo, s katero je Belorusija vzpostavila Rusko-belorusko unijo. Odnosi z Rusijo so se nekajkrat tudi zaostrili, na primer med »mlečno vojno« leta 2009.
Lukašenkova vlada je avtoritarna, zaradi česar Belorusijo pogosto označujejo za »zadnjo evropsko diktaturo«. Volitve v državi veljajo za nesvobodne in nepoštene, politične nasprotnike se preganja in mediji niso neodvisni, zaradi česar so Lukašenko in drugi beloruski državniki večkrat tarča sankcij s strani drugih držav. Lukašenko na kritike odgovarja, da je njegova politika edina alternativa nestabilnosti in da je Belorusijo obvarovala pred revščino in oligarhijo, razširjenima v ostalih nekdanjih sovjetskih republikah. Sporna zmaga Lukašenka na volitvah 2020 in obtožbe o prirejanju glasov so zanetile največje protivladne proteste v njegovi vladavini, ki so jih oblasti nasilno zatrle. Zaradi spornosti volitev nekatere države, tudi Evropska unija, Lukašenka ne priznavajo več kot legitimnega predsednika države.

## Zgodnje življenje in začetek kariere
Lukašenko se je rodil 30. avgusta 1954 v naselju Kopis na severovzhodu Beloruske sovjetske socialistične republike. Njegova mama, Ekaterina Trofimovna Lukašenko (1924–2015), je delala kot dekla, medtem ko o njegovem očetu ni znanih zanesljivih podatkov. Odraščal je brez očeta in vrstniki so ga zasmehovali zaradi neporočene matere.
Obiskoval je aleksandrijsko srednjo šolo. Leta 1975 je diplomiral iz zgodovine in sociologije na Pedagoški fakulteti v Mogiljovu, leta 1985 pa je končal Belorusko kmetijsko akademijo v Gorkiju in pridobil naziv ekonomist - organizator kmetijske proizvodnje. V letih od 1975 do 1977 in spet od 1980 do 1982 je bil pripadnik obmejnih enot sovjetske varnostno-obveščevalne službe KGB, prvič kot politični inštruktor v Brestu na meji s Poljsko in drugič kot namestnik poveljnika motorizirane strelske divizije. V letih 1977 in 1978 je bil voditelj Komsomola (Komunistične zveze mladine) v Mogiljovu, leta 1979 pa se je pridružil Komunistični partiji Sovjetske zveze. Potem ko je zapustil vojsko, je večkrat zamenjal službo. Med drugim je bil namestnik direktorja in direktor kolhoza, namestnik direktorja tovarne gradbenih materialov ter sekretar političnega komiteja kolhoza.
Leta 1990 je bil Lukašenko izvoljen za poslanca vrhovnega sovjeta Beloruske SSR. Decembra 1991 je bil edini poslanec beloruskega parlamenta, ki je glasoval proti sprejetju beloveškega sporazuma, s katerim je decembra 1991 Sovjetska zveza uradno razpadla in bila nadomeščena s Skupnostjo neodvisnih držav.
Zaradi svoje retorike si je pridobil sloves gorečega borca za pravičnost in aprila 1993 je bil imenovan za predsednika začasne parlamentarne komisije za boj proti korupciji. V času vodenja komisije je korupcije, poneverb in zlorabe položaja obtožil vrsto članov tedanje beloruske vlade, vključno s predsednikom beloruskega vrhovnega sovjeta Stanislavom Šuškevičem in njegovim premierjem Vjačeslavom Kebičem. Čeprav obtožbe proti njemu niso bile nikoli povsem dokazane, je Šuškevič zaradi osramotitve odstopil. Komisijo je Lukašenko vodil do julija 1994.

## Predsednik Belorusije

### Prvi predsedniški mandat (1994–2001)
V začetku leta 1994 je bila sprejeta nova Ustava republike Belorusije. V skladu z njo so julija istega leta potekale prve demokratične predsedniške volitve. Prijavilo se je šest kandidatov, med katerimi je bil tudi Lukašenko, ki je sodeloval kot neodvisen kandidat s populističnim programom. Med kandidati sta bila tudi Stanislav Šuškevič in Vjačeslav Kebič, ki je veljal za glavnega favorita. V prvem krogu volitev, ki je potekal 23. junija 1994, je Lukašenko dobil 45,1 % glasov, Kebič 17,4 %, nacionalistični kandidat Zjanon Paznjak 12,9 % ter preostali trije kandidati po manj kot 10 %. Drugi krog volitev je bil izveden 10. julija, v njem je Lukašenko zbral 80,1 % glasov. Zmaga Lukašenka je bila za mnoge Beloruse in tuje opazovalce presenečenje, saj je bil razmeroma mlad in neizkušen.
Kmalu po izvolitvi je Lukašenko na državni svet Ruske federacije naslovil predlog o novi uniji slovanskih držav, ki je dosegel vrhunec z ustanovitvijo Rusko-beloruske unije konec stoletja.
Maja 1995 je v Belorusiji potekal referendum o spremembi beloruskih državnih simbolov, vzpostavitvi tesnejših gospodarskih vezi z Rusijo, ruščini kot drugem državnem jeziku in dopolnitvi ustave, ki bi po odloku predsednika države omogočala razpustitev parlamenta v primeru sistematičnih kršitev ustave. Vsi štirje predlogi so bili sprejeti, po uradnih izidih vsi z vsaj tričetrtinsko podporo. Poleti 1996 so predstavniki 199-članskega beloruskega parlamenta s peticijo obtožili Lukašenka kršenja ustave. Kmalu zatem, 24. novembra 1996, je bil organiziran referendum, na katerem se je odločalo o štirih Lukašenkovih in treh predlogih članov parlamenta. Vprašanja so obsegala od družbenih vprašanj (premik dneva samostojnosti na 3. julij, odprava smrtne kazni) do novih dopolnitev ustave. Lukašenkovi amandmaji ustave so bili sprejeti, parlamentarni pa zavrnjeni. Nova ustava je izrazito povečala Lukašenkovo moč in njegovo predsednikovanje spremenila v de facto zakonito diktaturo. Njegovi odloki so pridobili moč zakona, pridobil pa je tudi skoraj popoln nadzor nad razpolaganjem države z denarjem. Referendum, na katerem so bili amandmaji po uradnih rezultatih sprejete s 70,5-odstotno večino in 84-odstotno udeležbo, sta ZDA in Evropska unija zavrnili kot nelegitimen.
Po referendumu je Lukašenko sestavil nov državni zbor iz članov, ki so ga podpirali. Po tem, ko je deset do dvanajst predstavnikov umaknilo podpis iz obtožne peticije, je ostalo le še okoli 40 članov starega parlamenta in Lukašenko je razpustil vrhovni sovjet. Vseeno mednarodne organizacije in številne zahodne države ne priznavajo trenutnega parlamenta zaradi načina, na katerega je bil vzpostavljen. V začetku leta 1998 je Centralna banka Rusije ustavila trgovanje z beloruskim rubljem, kar je pripeljalo do zloma valute. Lukašenko se je odzval tako, da je prevzel nadzor nad belorusko državno banko, odpustil celotno njeno vodstvo in za prosti pad valute okrivil Zahod.
Lukašenko je tuje vlade obtoževal zarote proti njemu; aprila 1998 je pregnal veleposlanike iz četrti Drazdi pri Minsku in jih preselil v drugo zgradbo. Dogodek je sprožil buren odziv javnosti, katerega posledica je bila, da so Lukašenku prepovedali potovanje v EU in v ZDA. Čeprav so se veleposlaniki po umiritvi spora vrnili, je Lukašenko stopnjeval svoje retorične napade na Zahod. Trdil je, da zahodne vlade poskušajo uničiti Belorusijo na vseh področjih, celo v športu, tekom zimskih olimpijskih iger leta 1998 na Japonskem.
Po izbruhu vojne na Kosovu leta 1999 je Lukašenko predlagal predsedniku ZR Jugoslavije Slobodanu Miloševiću, naj se Jugoslavija pridruži Rusko-beloruski uniji.

### Drugi predsedniški mandat (2001–2006)
Druge predsedniške volitve v Belorusiji so potekale 9. septembra 2001. Po izvirni ustavi bi volitve morale potekati leta 1999, vendar je referendum leta 1996 podaljšal Lukašenkov mandat za dve leti. Na volitvah sta Lukašenka izzvala Vladimir Gončarik in Sergej Gajdukevič. V predvolilni kampanji je Lukašenko obljubil zvišanje standardov kmetijstva, izboljšanje življenjskega standarda in zvišanje industrijske proizvodnje. Zmagal je v prvem krogu s 75,65 % glasov. Organizacija za varnost in sodelovanje v Evropi (OVSE) je dejala, da proces »ni dosegal mednarodnih standardov«. Britanska revija Jane's Intelligence Digest je ugibala, da je v zameno za rusko podporo Lukašenku Minsk predal nadzor svojega odseka plinovoda Jamal–Evropa. Potem ko so bili objavljeni izidi in Lukašenko razglašen za zmagovalca, je Rusija javno pozdravila Lukašenkovo ponovno izvolitev; ruski predsednik Vladimir Putin je telefoniral Lukašenku ter mu izrazil čestitke in podporo.
Po invaziji na Irak leta 2003 so ameriške obveščevalne službe poročale, da so sodelavci Sadama Huseina uspeli pridobiti beloruske potne liste v Siriji, da pa je malo verjetno, da bi Belorusija Sadamu in njegovima sinovoma nudila zatočišče. Zaradi tega in kupčij z orožjem z Irakom in Iranom so zahodne vlade zaostrile odnose z Lukašenkom. Prodaja orožja je posebej jezila ZDA, ameriški politični voditelji pa so Belorusijo čedalje pogosteje začeli imenovati »poslednjo evropsko diktaturo«. Evropsko unijo je skrbela varnost dobave plina iz Rusije, ki je speljana skozi Belorusijo, zato se je dejavno vključila v beloruske zadeve. S pridružitvijo Poljske, Latvije in Litve se je meja EU z Belorusijo podaljšala na preko 1000 kilometrov.
V televizijskem nagovoru naroda 7. septembra 2004 je Lukašenko oznanil načrte za referendum, s katerim bi odpravili omejitev števila predsedniških mandatov. Referendum je bil izveden 17. oktobra 2004, na isti dan kot državnozborske volitve, in po uradnih izidih je bila odprava sprejeta z 79,42-odstotno večino. Pred tem je bil Lukašenko omejen na dva mandata in bi moral po ustavi odstopiti po predsedniških volitvah leta 2006. Opozicija, OVSE, Evropska unija in ameriško zunanje ministrstvo so zatrdili, da glasovanje ni izpolnjevalo mednarodnih standardov. Primer nepravilnosti, ki ga je navajala OVSE, je bilo vnaprejšnje označevanje volilnih listkov. Belorusija je pod Lukašenkom gospodarsko napredovala, vendar je bila za to v veliki meri zaslužna surova nafta, ki jo je od Rusije odkupovala po znižanih cenah, rafinirala in z dobičkom prodajala naprej drugim evropskim državam.

### Tretji predsedniški mandat (2006–2011)
Potem ko je Lukašenko leta 2005 potrdil, da se bo potegoval za ponovno izvolitev, so opozicijska združenja začela iskati skupnega kandidata. 16. oktobra 2005, na »dan solidarnosti z Belorusijo«, sta politični organizaciji Zubr in Third Way Belarus pozvali vse opozicijske stranke, naj družno podpro enega kandidata, ki se bo na volitvah leta 2006 zoperstavil Lukašenku. Kandidat, ki so ga izbrali, je bil Aleksander Milinkevič. Lukašenko se je odzval z izjavo, da bodo vsakomur, ki se bo udeležil opozicijskih protestov, »zavili vrat kot raci«. Na dan glasovanja, 19. marca 2006, so vzporedne volitve nakazovale gladko zmago Lukašenka, medtem ko je opozicija poročala o goljufanju pri volitvah in strahu pred nasiljem. Organizacija EcooM je Lukašenku prisodila 84,2 % glasov in Milinkeviču le 2 %, medtem ko je Beloruska republikanska mladinska zveza prisodila Lukašenku 84,2 % in Milinkeviču 3,1 %. Organizacija Gallup je opozorila, da tako EcooM kot Belorusko republikansko mladinsko zvezo nadzira vlada in da sta obe izdali izide vzporednih volitev že pred poldnevom, čeprav so se volišča zaprla šele ob 20. uri.
Beloruske oblasti so se zaklele, da bodo preprečile vsakršne množične demonstracije, ki bi sledile volitvam (kot so se zgodile v Ukrajini ob oranžni revoluciji). Kljub njihovim naporom je bilo število protestnikov, ki so se zbrali, največje v zadnjih letih; nočni protesti v Minsku so se nadaljevali še več dni po volitvah. Največji protest se je odvil na noč po volitvah; poročevalci agencije Associated Press so ocenili, da je sodelovalo vsaj 10.000 ljudi. Mnenja opazovalcev iz Skupnosti neodvisnih držav (SND) in Organizacije za varnost in sodelovanje v Evropi (OVSE) o volitvah so se razlikovala.
OVSE je 20. marca 2006 razglasila, da »predsedniške volitve niso izpolnjevale zahtev za demokratične volitve«. Lukašenko »je dovolil uporabo državne oblasti na način, ki državljanom ni omogočal prosto in pošteno izraziti volje pri volilni skrinjici /.../ vzorec zastraševanja in zatiranja neodvisnih glasov /.../ je bil tekom kampanje očiten.« Voditelji vseh 25 držav EU so označili volitve kot »temeljno pomanjkljive«. Za razliko od zahodnih držav je ruski minister za zunanje zadeve izjavil: »Že dolgo pred volitvami je OVSE-jev urad za demokratične institucije in človekove pravice razglasil, da bodo [volitve] nelegitimne /.../ in opravljal hujskaško vlogo.« Lukašenko je kasneje zatrdil, da je res priredil izide volitev, vendar proti sebi, da bi pridobil večino, značilnejšo za evropske države. Dejal je, da je, čeprav je dobil 93,5 % glasov, naročil vladi, naj razglasi izid 86 %.
Nekateri ruski nacionalisti, na primer Dmitrij Rogozin in ekstremistična organizacija »Gibanje proti nezakonitemu priseljevanju«, so izjavili, da bi si želeli, da bi Lukašenko leta 2008 postal predsednik Rusije. Lukašenko se je odzval, da za položaj predsednika Rusije ne bo kandidiral, da pa se bo, če mu bo zdravje dopuščalo, potegoval za ponovno izvolitev v letu 2011.
Septembra 2008 so potekale parlamentarne volitve. Lukašenko je nekaterim opozicijskim kandidatom omogočil sodelovati, vendar po uradnih rezultatih člani opozicije od 110 sedežev parlamenta niso osvojili niti enega. Opazovalci OVSE so volitve opisali kot »pomanjkljive«, vključno z »več primeri ponarejanja izidov«. Člani in podporniki opozicije so organizirali proteste. Po poročanju SND-jevega opazovanja volitev, katerega ugotovitve na Zahodu pogosto zavračajo, so volitve v Belorusiji bile v skladu z mednarodnimi standardi. Lukašenko je kasneje izjavil, da opozicijo v Belorusiji financirajo tuje države in da ni potrebna.
Aprila 2009 se je Lukašenko sestal s papežem Benediktom XVI. v Vatikanu, kar je bil njegov prvi obisk zahodne Evrope po prepovedi potovanja, ki jo je prejel desetletje pred tem.

### Četrti predsedniški mandat (2010–2015)
Lukašenko je bil eden od desetih kandidatov, ki so se pomerili na beloruskih predsedniških volitvah 19. decembra 2010. Čeprav so bile volitve prvotno načrtovane za leto 2011, je bil izbran zgodnejši datum, »da bi zagotovili največje sodelovanje državljanov v predvolilni kampanji in volivcem ponudili najprikladnejši datum«. Priprave na kampanjo je zaznamovala vrsta napadov ruskih medijev na Lukašenka. Osrednja volilna komisija je dejala, da bo vseh devet predstavnikov opozicije verjetno skupaj prejelo manj kot pol glasov, ki jih bo dobil Lukašenko. Čeprav so predstavniki opozicije poročali o zastraševanju in o »umazanih zvijačah«, so bile volitve kot posledica želje po izboljšanju odnosov z Evropo in ZDA videne kot sorazmerno odprte.
Na dan volitev je dva od predsedniških kandidatov pretepla policija na ločenih opozicijskih shodih. Na noč volitev so opozicijski protestniki s slogani »Ven!« in »Naj živi Belorusija!« napadli sedež beloruske vlade, pri čemer so razbili okna in vrata, preden jih je policija uspela potisniti nazaj. Število protestnikov, o katerem so poročali večji mediji, je bilo okoli 10.000 ljudi.
Vsaj sedem od devetih opozicijskih predsedniških kandidatov je bilo aretiranih. Mnogi kandidati, kot tudi njihovi podporniki in pripadniki medijev, so bili zaprti in obtoženi organiziranja množičnih nemirov. Med njimi so bili Andrej Sanikov, Aleksander Otroščenkov, Ales Mihalevič, Mikola Statkevič in Uladzimir Nekljajev. Žena Sanikova, novinarka Irina Halip, je bila obsojena na hišni pripor. Vodja stranke Jaroslava Romančuka, Anatolij Lebedko, je bil prav tako aretiran.
Komisija je oznanila, da je Lukašenko dobil 79,65 % glasov (prejel je 5.130.557 glasov) z 90,65-odstotno volilno udeležbo. OVSE je volitve označila za »pomanjkljive«, medtem ko so jih opazovalci SND pohvalili kot »proste in transparentne«. Tudi OVSE je sicer v predvolilnem času opazila izboljšave, med drugim je bila kandidatom omogočena uporaba televizijskih soočenj in necenzurirano izražanje sporočil. Nekaj evropskih zunanjih ministrov je podalo skupno izjavo, v kateri so volitve in njihove posledice oklicali za »nesrečen korak nazaj v razvoju demokratičnega vladanja in spoštovanja človekovih pravic v Belorusiji«.
Lukašenkovo inavguracijo 22. januarja 2011 so veleposlaniki EU bojkotirali in udeležilo se je je le 32 tujih diplomatov. Med slovesnostjo je Lukašenko branil legitimnost svoje ponovne izvolitve in prisegel, da Belorusija nikoli ne bo dobila lastne različice ukrajinske Oranžne revolucije ali gruzijske Revolucije vrtnic iz leta 2003.
Z 31. januarjem 2011 je EU obnovila prepoved potovanja, ki Lukašenku in 156 njegovim sodelavcem prepoveduje potovanje v države članice, zaradi ukrepov proti podpornikom opozicije.

### Peti predsedniški mandat (2015–2020)
11. oktobra 2015 je bil Lukašenko izvoljen za peti predsedniški mandat. Septembra 2017 sta Belorusija in Rusija izvedli skupne vojaške vaje Zapad-2017.
Avgusta 2018 je Lukašenko razrešil predsednika vlade Andreja Kobjakova in več drugih članov vlade zaradi korupcijske afere. Za novega predsednika vlade je imenoval Sergeja Rumasa. Maja 2017 je Lukašenko podpisal odlok o ustanovitvi direktorata za druge Evropske igre leta 2019 v Minsku. Aprila 2019 je oznanil, da je proračun za igre potrjen, in jih junija tudi otvoril.
Avgusta 2019 se je Lukašenko neformalno sestal z nekdanjim predsednikom Kirgizistana Kurmanbekom Bakijevom, ki od leta 2010 živi v izgnanstvu v Minsku. Kirgiško zunanje ministrstvo se je odzvalo, da to srečanje »v osnovi ne odgovarja principom prijateljstva in sodelovanja med državama«. 29. avgusta je Lukašenko sprejel ameriškega svetovalca za nacionalno varnost Johna Boltona na obisku v Minsku. Novembra 2019 je bil na državnem obisku na Dunaju, kar je bil njegov prvi obisk države članice EU po več kot treh letih. Med obiskom se je sestal s predsednikom Alexandrom Van der Bellnom, kanclerko Brigitte Bierlein in predsednikom Državnega sveta Wolfgangom Sobotko ter se poklonil pred spomenikom sovjetskim vojakom na trgu Schwarzenbergplatz.
Po izbruhu pandemije koronavirusne bolezni 2019 je Lukašenko zanikal grožnjo virusa. Marca 2020 je kot način premagovanja pandemije navedel delo na poljih in v traktorjih. V dneh, ki so sledili, je pandemijo označil za »norijo in psihozo« ter kot zdravila omenjal »zastrupljanje« koronavirusa z vodko, uporabo savne in ukvarjanje s športom.
Junija je na obisku v Minsku sprejel madžarskega premierja Viktorja Orbána; slednji je med obiskom pozval EU h koncu sankcij proti Belorusiji.
28. julija 2020 je Lukašenko povedal, da je prebolel asimptomatsko okužbo s COVID-19.

### Šesti predsedniški mandat (2020–)
Na volitvah 9. avgusta 2020 je Lukašenko po uradnih izidih prejel 80,2 % glasov in bil izvoljen za šesti mandat. Na volitvah ni bilo prisotnih zunanjih opazovalcev, več držav Evropske unije in ZDA pa so volitve označile za sporne.
Po volitvah so zaradi obtožb o splošni volilni prevari izbruhnili množični protesti, ki jih je policija nasilno zatirala. Opozicijska protikandidatka Svetlana Tihanovska, ki je po uradnih izidih prejela okrog 10 % glasov, se je razglasila za zmagovalko volitev z med 60 in 70 odstotki glasov in ustanovila koordinacijski svet, namenjen mirnemu in stabilnemu prenosu oblasti.
15. avgusta je Lukašenku ruski predsednik Vladimir Putin v telefonskem pogovoru obljubil podporo pri »ohranjanju varnosti beloruskega naroda«. 16. avgusta je Lukašenko na zborovanju svojih podpornikov v Minsku zavrnil možnost razpisa novih volitev in jih pozval, naj »zaščitijo neodvisnost Belorusije«. 17. avgusta je nagovoril stavkajoče delavce minske tovarne tovornjakov MZKT, kjer so ga izžvižgali, on pa je odgovoril, da »drugih volitev ne bo, razen če me ubijete«. Ob tem je omenil možnost delitve oblasti po sprejetju amandmajev ustave.
23. septembra 2020 je Lukašenko uradno šestič prisegel kot predsednik. Ceremonije v Palači neodvisnosti, ki je za razliko od prejšnjih priseg potekala zasebno in je niso prenašali po televiziji, se je udeležilo 700 povabljenih gostov.
27. novembra 2020 je Lukašenko izjavil, da bo odstopil s položaja predsednika države, potem ko bo Belorusija sprejela novo ustavo.
Decembra 2020 je izvršni odbor Mednarodnega olimpijskega komiteja odločil, da do nadaljnjega z vseh dogodkov izključi vse člane beloruskega olimpijskega komiteja, s čimer so posebej merili na Lukašenka, ki je njegov predsednik od leta 1997.
17. aprila 2021 je Lukašenko objavil, da je beloruska obveščevalna služba KGB v sodelovanju z rusko FSB preprečila poskus državnega udara in atentata nanj. Osumljenca, aretirana v Moskvi, sta bila beloruska državljana in Lukašenkova kritika Aleksander Feduta in Jurij Zenkovič, od katerih ima slednji tudi ameriško državljanstvo, čeprav Belorusija ne priznava dvojnih državljanstev.
5. maja 2021 je deset Belorusov v Nemčiji vložilo kazensko ovadbo proti Lukašenku zaradi »mučenja« in »zločinov proti človečnosti«. Ob vstopu v Nemčijo bi Lukašenka tako čakalo sojenje, v primeru, da ga nemško sodišče spozna za krivega, pa bi se soočil s prisojeno kaznijo. Lukašenko se je odzval, da Nemčija ni v položaju, da bi ga lahko sodila, in jo oklical za »dediče fašizma«.
Aleksander Lukašenko je 25. februarja 2024 objavil, da kandidira na predsedniških volitvah leta 2025, kar pomeni, da se poteguje za osmi zaporedni mandat.

## Politika

### Domača politika
Lukašenko se predstavlja za »ljudskega človeka«. Zaradi načina vladanja je pogosto imenovan »бацька« (backa, »očka«). Leta 1997 je bil izvoljen za predsednika beloruskega olimpijskega komiteja. Lukašenko je ob prevzemu položaja želel ponovno izgraditi Belorusijo; gospodarstvo je tedaj doživljalo prosti pad, čemur sta botrovala zamiranje industrije in pomanjkanje povpraševanja po beloruskem blagu. Lukašenko je številne industrijske panoge ohranil pod vladnim nadzorom. Leta 2001 je kot svoja cilja navedel izboljšanje socialnega skrbstva za državljane ter pretvorbo Belorusije v »močno in cvetočo« državo.
Stanje gospodarstva Belorusije se spreminja vse od Lukašenkove izvolitve leta 1994. Njegova gospodarska politika je bila posvečena preprečitvi težav, do kakršnih so privedle razmere v preostalih nekdanjih sovjetskih republikah, kot sta vzpostavitev oligarhičnih struktur in množična brezposelnost. Delež brezposelnosti v državi je ob koncu leta 2011 znašal 0,6 % prebivalstva (od 6,86 milijona delovno sposobnih državljanov), medtem ko je bila leta 1995 brezposelnost 2,9-odstotna od 5,24 milijona delovno sposobnega prebivalstva. Bruto domači proizvod na prebivalca je od leta 1993 s 1423 ameriških dolarjev do konca leta 2011 narasel na 5830 dolarjev. Ena od velikih gospodarskih težav, s katerimi se je tekom predsednikovanja Lukašenko moral spopasti, je bila vrednost beloruskega rublja. Nekaj časa je bila za vzdrževanje stabilnosti vrednost vezana na velike tuje valute, na primer na evro, ameriški dolar in ruski rubelj; vseeno je beloruski rubelj doživel prosti pad vrednosti in tudi vrsto devalvacij. Do velike devalvacije je prišlo leta 2011, potem ko je vlada oznanila, da bo povprečna plača narasla na 500 dolarjev. Devalvacija leta 2011 je bila po podatkih Svetovne banke največja zabeležena v zadnjih 20 letih. Belorusija je tudi morala zaprositi za finančno pomoč iz mednarodnih virov in čeprav je prejela posojila s Kitajske, je prejem posojila od Mednarodnega denarnega sklada in drugih agencij odvisen od reform, ki jih bo Belorusija izvedla v svojem gospodarstvu glede na standarde posojilodajalcev.
Nekateri Lukašenkovi kritiki, vključno z opozicijsko skupino Zubr, z izrazom lukašizem označujejo politični in gospodarski sistem, ki ga je Lukašenko uvedel v Belorusiji. Izraz nekateri uporabljajo tudi v širšem pomenu za označevanje avtoritarne ideologije, ki temelji na kultu njegove osebnosti in nostalgiji za časi Sovjetske zveze. Ameriški kongres je podprl opozicijska združenja s sprejetjem Zakona o demokraciji v Belorusiji leta 2004, ki je uvedel sankcije proti Lukašenkovi vladi in finančno podprl belorusko opozicijo. Lukašenkovi podporniki na kritike odgovarjajo, da je njegova politika Belorusijo obvarovala pred nemiri, ki so se razplamteli v mnogih drugih nekdanjih sovjetskih državah. Lukašenko se je na svoje kritike odzval z izjavo: »Te obtožbe poslušam že več kot 10 let in sem se nanje že navadil. Nanje ne bomo odgovarjali. Želim izhajati iz premise, da so volitve v Belorusiji namenjene nam. Prepričan sem, da je gospodar v naši državi beloruski narod.«
Od referenduma novembra 1996 ima Lukašenko v svojih rokah celotno oblast nad državo. Če državni zbor dvakrat zavrne njegovo izbiro za predsednika vlade, ga ima pravico razpustiti, njegovi odloki pa imajo večjo težo od običajne zakonodaje. Prav tako ima skoraj popoln nadzor nad razpolaganjem vlade z denarjem; državni zbor lahko z njegovim dovoljenjem le poveča ali zmanjša proračun. Vseeno z zakonodajo v vsakem primeru upravljajo njegovi podporniki in resnična opozicija ne obstaja. Prav tako predsednik imenuje osem članov zgornjega doma parlamenta, svet republike in skoraj vse sodnike.

### Zunanja politika
Lukašenkovi odnosi z EU so napeti, delno po lastni izbiri in delno zaradi njegovih ukrepov proti domačim političnim nasprotnikom. Lukašenko je zaradi zatiranja nasprotnikov pogosto imenovan »zadnji evropski diktator«, EU pa je proti njemu in še nekaterim beloruskim uradnikom sprejela vizumske sankcije. Nekajkrat je EU sankcije ukinila, da bi spodbudila dialog med državama ali dosegla Lukašenkovo popuščanje.
Lukašenkovi odnosi z Rusijo, nekoč njegovo močno zaveznico in glasno podpornico, so se znatno ohladili. Priprave na volitve leta 2010 je zaznamovala vrsta napadov ruskih medijev na Lukašenka. V juliju je ruski državni televizijski kanal NTV predvajal večdelni dokumentarni film z naslovom Boter, ki je opozarjal na sumljivo izginotje opozicijskih voditeljev Jurija Zaharenka in Viktorja Gončara, poslovneža Anatola Krasouskega in novinarja Dimitrija Zavadskega v poznih 1990. letih. Lukašenko je medijski napad označil za »umazano propagando«.
Lukašenkovo politiko so hvalili nekateri drugi svetovni voditelji in je postala vzor za vsaj eno državo. Venezuelski predsednik Hugo Chávez je na vprašanje o beloruski domači politiki odgovoril: »V njej vidimo vzor socialne države, kot je ta, ki jo mi začenjamo ustvarjati.« Predsednik kitajskega ljudskega kongresa Wu Bangguo je izpostavil, da je Belorusija pod Lukašenkom doživela hiter razvoj. Belorusko gospodarstvo in njegov prispevek k lastnemu so pohvalili tudi litovski poslanci; Stanislovas Gedraitis je dejal, da občuduje beloruski napredek, ki je predvsem posledica truda državnega voditelja.
Leta 2015 se je Lukašenko lotil izboljševanja trgovinskih odnosov med Belorusijo in Latinsko Ameriko.
Lukašenko je izrazil prepričanje, da bo Sirija premagala trenutno krizo in pod vodstvom predsednika al-Asada nadaljevala »boj proti terorizmu in tujemu vmešavanju v svoje notranje zadeve«.
Belorusija je obsodila vojaško intervencijo v Libiji leta 2011; ministrstvo za zunanje zadeve je izjavilo, da »obstreljevanja in bombardiranja ozemlja Libije presegajo Resolucijo 1973 Varnostnega sveta Združenih narodov ter kršijo svoj temeljni cilj, zagotavljanje varnosti civilnega prebivalstva. Republika Belorusija naproša države, udeležene v vojaški operaciji, naj takoj prenehajo z operacijami, katerih posledica so smrtne žrtve. Umiritev spora je stvar Libije in jo morajo opraviti Libijci sami, brez zunanjega vojaškega posredovanja«. Država ni priznala narodnega prehodnega sveta.
Potem ko je izvedel za smrt Moamerja Gadafija, je Aleksander Lukašenko dejal: »Storjeno je bilo nasilje in ubito je bilo celotno vodstvo države, ne le Moamer Gadafi. In kako je bil ubit? Eno bi bilo, če bi ga ustrelili v boju, oni pa so ga poniževali in mučili, streljali nanj, se znašali nad njim, ko je bil ranjen, ga posilili in mučili do smrti. Bili so hujši kot nekoč nacisti.« Prav tako je obsodil trenutno stanje v Libiji in bil kritičen glede prihodnosti države.

## Kontroverzne izjave
Leta 1995 so Lukašenka obtožili opazke, ki bi se lahko tolmačila kot poveličevanje Adolfa Hitlerja: »Zgodovina Nemčije je kopija zgodovine Belorusije. Nemčija je vstala iz pepela po zaslugi trdne oblasti in vse, povezano s to znano podobo Hitlerja, ni bilo slabo. Nemški red se je razvijal skozi stoletja in dosegel svoj vrh pod Hitlerjem.«
Oktobra 2007 je bil Lukašenko obtožen antisemitskih izjav; med pogovorom v živo na državni radijski postaji je glede »bednega stanja mesta Babrujsk« dejal: »To je judovsko mesto in Judje se ne menijo za kraj, kjer živijo. Babrujsk so spremenili v svinjak. Poglejte Izrael – bil sem tam in ga videl na lastne oči ... Jude, ki imajo denar, pozivam, naj se vrnejo v Babrujsk.« Člani ameriškega kongresa so na beloruskega veleposlanika v ZDA Mihaila Hvostova naslovili pismo, v katerem so Lukašenka pozvali k umiku izjav, poleg tega je komentar sprožil tudi negativen odziv iz Izraela. Posledično je bil Pavel Jakubovič, urednik beloruskih novic, poslan v Izrael, kjer je na srečanju z izraelskim zunanjim ministrstvom dejal, da je bil Lukašenkov komentar »napaka, izrečena v šali, in ne predstavlja njegovega odnosa do Judov«, da je »vse prej kot antisemitski« in »prizadet že zaradi same obtožbe«. Beloruski veleposlanik v Izraelu, Igor Leščenja, je zatrdil, da ima predsednik »prijazen odnos do Judov«, tiskovni predstavnik beloruskega veleposlaništva v Tel Avivu Sergej Ričenko pa je dejal, da so bili deli Lukašenkovih izjav napačno prevedeni.
4. marca 2012, dva dni zatem, ko so voditelji EU (vključno z nemškim zunanjim ministrom in odkritim gejem Guidom Westerwellom) na vrhu v Bruslju pozvali k novim ukrepom za pritisk na Lukašenka zaradi domnevnih kršitev človekovih pravic v Belorusiji, je Lukašenko požel vrsto graj, potem ko se je na Westerwellove opazke, ki se je nanj skliceval kot na »zadnjega diktatorja v Evropi«, odzval s komentarjem, da je »bolje biti diktator kot gej«.

## Zasebno življenje
Lukašenko verjame, da bi se predsedniki morali izogibati uporabi sodobnih elektronskih naprav, kot sta iPad ali iPhone. V mladih letih je igral bajan in nogomet, s čimer je prenehal po nastopu predsedniškega položaja, še vedno pa je navdušen smučar in hokejist napadalec, ki je občasno nastopal na prijateljskih tekmah skupaj z mednarodnimi hokejskimi zvezdniki. Hokej igrata tudi njegova starejša sinova, včasih skupaj z očetom.

### Družina
Lukašenko je od leta 1975 poročen z Galino Želnerovič, svojo ljubeznijo iz šolskih let. Kasneje istega leta se je rodil njun najstarejši sin Viktor. Njun drugi sin, Dmitrij, se je rodil leta 1980. Galina živi v družinski hiši v vasi pri Šklovu. Čeprav sta uradno še vedno poročena, se je Galina Lukašenko odtujila od moža kmalu zatem, ko je postal predsednik.
Lukašenko je poleg tega oče nezakonskega sina Nikolaja, ki je bil rojen leta 2004. Čeprav to nikoli ni bilo uradno potrjeno, je razširjeno prepričanje, da je otrokova mama Irina Abelska, Lukašenkova osebna zdravnica, s katero naj bi imel afero. Nekateri zahodni opazovalci in mediji verjamejo, da Nikolaja oče vzgaja za svojega naslednika. Ta ugibanja je Lukašenko v državnih medijih zanikal, kot je zanikal tudi, da bo ostal na položaju vse do tedaj, ko bo leta 2004 rojeni Nikolaj izpolnjeval starostno mejo 35 let za predsedniško kandidaturo.

## Častni nazivi in odlikovanja
- Prejemnik mednarodne nagrade Andreja Prvozvanega "za vero in zvestobo" (1995)[166]
- Red Joséja Martíja (Kuba, 2000)[167]
- Red revolucije (Libija, 2000)[168]
- Posebna nagrada Mednarodnega olimpijskega komiteja "Vrata Olimpa" (2000)[169]
- Red "za zasluge domovini" 2. razreda (Rusija, 2001)[170]
- Častni meščan Erevana (Armenija, 2001)[171]
- Red sv. Dmitrija Donskega, prva stopnja (2005)[172]
- Medalja mednarodne federacije festivalskih organizacij "za razvijanje svetovnega festivalskega gibanja" (2005)[173]
- Red sv. Cirila (od beloruske pravoslavne cerkve, 2006)[174]
- Častna diploma Evrazijske gospodarske skupnosti (2006)[175]
- Red sv. Vladimirja, prva stopnja (2007)[176]
- Ključi mesta Caracas (Venezuela, 2010)[177]
- Red uglednega meščana (Caracas, Venezuela, 2010)[178]
- Red Republike Srbije (2013)[179]
- Red Aleksandra Nevskega (2014)[180]